# 朗巴德 (加利福尼亞州)
隆巴德（英語：Lombard）是位於美國加利福尼亞州納帕縣的一個非建制地區。該地的面積和人口皆未知。

## 地理
隆巴德的座標為38°11′27″N 122°15′22″W / 38.19083°N 122.25611°W，而該地的平均海拔高度為19米（即62英尺）。